# Bogd Khan
Bogd Khan (lingua mongola: Богд хаан; Mongolia Esterna, 1869 – Khanato di Mongolia, 20 maggio 1924) fu intronizzato khan della Mongolia il 29 dicembre 1911, all'indipendenza della Mongolia dalla dinastia Qing.

## Biografia
Il futuro Bogd Khan nacque nel 1869 a Litang, Kham, in una famiglia di un ufficiale tibetano. Nacque come Agvaanl Uvsanchoijinyam Danzan Vanchüg. Suo padre, Gonchigtseren, era un contabile presso la corte del XII Dalai Lama. Il bambino, con grossi problemi di vista, fu ufficialmente riconosciuto come la nuova incarnazione del Bogd Gegen a Potala alla presenza del XIII Dalai Lama e del Panchen Lama. Il nuovo Bogd Gegen arrivò a Urga, capitale della Mongolia Esterna, nel 1874. In seguito visse solo in Mongolia e fin dai suoi primi anni l'ottavo Bogd Gegen fu oggetto di intrighi di funzionari Qing a Urga. Più tardi divenne oggetto di campagne di propaganda organizzate dai comunisti mongoli, che lo attaccarono sostenendo che fosse un avvelenatore, un pedofilo e un libertino. Tuttavia, l'analisi dei documenti archiviati negli archivi mongoli e russi non conferma queste affermazioni.
Come monaco, il Bogd aveva un accesso limitato al potere, sebbene alcuni nemici fossero stati giustiziati per blasfemia. Il viaggiatore polacco Ferdynand Ossendowski registrò che conosceva "ogni pensiero, ogni movimento dei Principi e dei Khan, la minima cospirazione contro di lui, e l'autore del reato di solito è gentilmente invitato a Urga , da dove non torna vivo". Le affermazioni di Ossendowski, poiché la sua conoscenza con il Bogd Gegen non fu confermata dall'analisi comparativa del suo libro e dei suoi manoscritti, sono inattendibili .
Il Bogd Gegen perse il suo potere quando le truppe cinesi occuparono il Paese nel 1919. Il principe Darchin Ch'in Wang di Tusiyetu Khan Aimak fu un sostenitore del dominio cinese mentre il fratello minore Tsewang era un sostenitore di Roman von Ungern-Sternberg. Quando le forze del barone Roman non riuscirono a impadronirsi di Urga verso la fine del 1920, il Bogd fu posto agli arresti domiciliari; poi fu liberato e reintegrato da Roman poco prima di prendere Urga nel 1921. Dopo la Rivoluzione del 1921 guidata da Damdiny Sùchbaatar, il Bogd Khan fu autorizzato a rimanere sul trono in una monarchia limitata fino alla sua morte nel 1924, un anno dopo quello di sua moglie.